# Chronica regni Gothorum
Chronica regni Gothorum el Goternas rikes krönika är en svensk krönika från unionstiden. Den är Sveriges äldsta kända egentliga historieverk på prosa . Den skrevs av Ericus Olai och anses vara mera objektiv än till exempel Karlskrönikan.

## Allmänt
I krönikan behandlas landets historia från äldsta tid och fram till 1468. Det är okänt vem som tog initiativet till eller beordrade skrivandet av verket, men det har på goda grunder antagits att verket varit färdigt år 1475, eftersom Ericus Olai därefter fick en mängd andra uppgifter att utföra.
Forskningen har föreslagit flera möjliga initiativtagare till verket, nämligen Jöns Bengtsson (Oxenstierna), Jakob Ulfsson samt Karl Knutsson (Bonde). Det hela kompliceras av den dualism som finns i krönikan, innebärande att den beskriver både kungarnas och ärkebiskoparnas historia. 
Dick Harrison uppger i sitt verk Karl Knutsson - en biografi (se källor) att det är rimligt att anta att Ericus Olai började med verket omkring 1454 - 1456 då Karl Knutssons produktion av Karlskrönikan nyligen avslutats. Krönikan skulle då vara ännu ett kungligt propagandistiskt historieverk.
Efter en tid torde ett uppehåll ha gjorts i skrivandet eftersom senare delar av krönikan är kritisk mot Karl Knutsson. Detta tyder på att biskopen haft inflytande.
Som källor har Ericus Olai använt olika verk, till exempel Erikskrönikan och Karlskrönikan. I viss utsträckning har även Förbindelsedikten använts. Vidare har Prosaiska krönikan och Lilla rimkrönikan använts.
Dessutom har Ericus Olai använt sig av gamla urkunder, kungalängder, numera förlorade brev och annaler, en översättning av den norska Olofssagan samt material från danska Saxo Grammaticus. Vidare har han använt flera agitatoriska småskrifter, till exempel Libellus de Magno Erici rege ("en liten bok om kung Magnus Eriksson") som är en hatskrift mot kung Magnus Eriksson, Nils Ragvaldssons götiska tal inför konciliet i Basel och vidare många helgonlegender, folkvisor samt muntlig tradition.
Ericus Olai har även använt utländska källor som till exempel Rodrigo de Roda, Orosius, Petrus av Blois, Jordanes, Adam av Bremen samt Martin av Troppau.
Han har använt egna iakttagelser, inte minst från 1460-talets historia. Det finns även inslag av den latinska bibeln Versio Vulgata. Sverige beskrivs bland annat utifrån ett avsnitt i Psaltaren.

## Vetenskaplig valens
Chronica regni Gothorum, som utgavs första gången 1615 av Johannes Messenius, hade stor betydelse för 1600-talets Göticism. Historieskrivningen rörande forntiden främst om Sverige som goternas urhem och hur svenskar erövrat alla andra länder, varit överlägsna alla andra folk, och har äldre anor än något annat folk. Han utvecklar där en nationell självhävdelse och ett starkt främlingshat. Hans historiesyn är präglad av gammaltestamentliga föreställningar om synd och straff.
Redan på 1670-talet kom dock kritik mot krönikan från språkforskaren och historikern Olof Verelius. Under andra hälften av 1700-talet förlorade krönikan betydelse som källskrift för Sveriges äldre historia, men först under slutet av 1800-talet kom en verklig källkritisk uppgörelse med materialet i Chronica regni Gothorum till stånd.
Dick Harrison har återvänt till krönikan, men då främst som en källa till förhållandena under sin egen tid.
Ericus Olai är inte neutral. Vid beskrivningen av förräderiet mot Erik Puke har han knappast tagit order av Karl Knutsson. Här har han i stället rensat bort propagandan för Karl Knutsson. Karlskrönikan tar inte upp förräderiet mot Puke 1437. 
Andra delar av krönikan är främlingsfientlig och uttrycker hat mot danskar och tyskar, i linje med Karl Knutssons propaganda .

## Utgivning
Chronica regni Gothorum har senast utgivits av Ella Heuman och Jan Öberg:
- Ericus Olai (ca 1420-1486); Chronica regni Gothorum (latin), Almqvist & Wiksell International, Stockholm, 1993-1995, serie: Studia Latina Stockholmiensia - 35, LIBRIS-id 1963022